# جوانک مهارنشدنی
جوانک مهارنشدنی (انگلیسی: The Non-Stop Kid) یک فیلم کمدی صامت کوتاه به کارگردانی گیلبرت پرت است که در سال ۱۹۱۸ منتشر شد.

## بازیگران
- هارولد لوید
- اسناب پالرد
- ببه دنیلز
- لو هاروی
- سمی بروکس
- باد جیمیسون
- دوروثیا والبرت
- گاس لئونارد
- مارگارت جاسلین
- چارلز استیونسون
- نوآ یانگ